# Algirdas Mykolas Brazauskas
Algirdas Mykolas Brazauskas (22. září 1932, Rokiškis, Litva – 26. června 2010, Vilnius) byl v letech 1993–1998 první litevský prezident zvolený po obnovení nezávislosti Litvy. Poté byl v letech 2001–2006 litevským premiérem.
Vzděláním byl inženýr, vystudoval v Kaunasu v roce 1956 na Kaunaském polytechnickém institutu. Politickou kariéru budoval od roku 1965 v Komunistické straně Litvy, kde se jako první tajemník jejího ústředního výboru v letech 1988–1989 podílel na jejím osamostatnění od Komunistické strany Sovětského svazu, což byl jeden z impulsů vedoucích k tomu, že se později Sovětský svaz rozpadl.
Zemřel dne 26. června 2010 ve věku 77 let na rakovinu.